# Трибунал Независимости

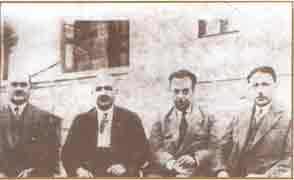
Члены Суда Независимости в Анкаре, слева направо: Кылыч Али Бей, Кел Али Бей, Неджип Али Бей и Решит Галип Бей

Трибунал независимости (тур. İstiklâl Mahkemesi) ― судебный орган, учреждённый в 1920 году во время Турецкой войны за независимость с целью преследования тех, кто был против революционного турецкого правительства. Всего таких судов было создано восемь. Они были расположены в Анкаре, Эскишехире, Конье, Испарте, Сивасе, Кастамону, Позанти и Диярбакыре. Все из них, кроме суда в Анкаре, прекратили свою деятельность в 1921 году.
После принятия закона, учреждающего Суды Независимости, бывший командующий вооружёнными силами Турции генерал Исмет Иненю предложил создать 14 таких судов. Однако создано было лишь семь, поскольку правительством было сочтено, что не найдётся достаточно дел для работы четырнадцати судов. Через месяц после создания судов, тем не менее, был образован ещё один суд в Диярбакыре, в результате чего их общее число достигло восьми.
После окончания Войны за независимость многие считали, что такие суды больше не нужны. Хотя правительство надеялось продлить жизнь судов, оппозиционное давление привело к закрытию семи Судов Независимости в 1921 году.

### Трибуналы независимости 1925 года
В марте 1925 года, вновь принятый Закон о поддержании порядка разрешил восстановить Трибуналы Независимости в Анкаре и Диярбакыре. Трибунал в Анкаре преследовал по суду членов Прогрессивной республиканской партии за их предполагаемые связи с восстанием шейха Саида. Партия была разогнана 5 июня 1925 года, но позднее многие её подвергшиеся гонениям члены были оправданы и обрели свободу.
В Диярбакыре был восстановлен Трибунал для противодействия восстанию шейха Саида. Более семи тысяч человек были арестованы по приказу Трибуналов независимости. 660 человек было казнено по решению судей за участие в восстании. Трибунал Независимости в Диярбакыре привлёк к ответственности наибольшее число людей. Перед судом предстали 5010 человек, из которых 2779 признаны невиновными, а 420 ― приговорены к смертной казни.